# Fokker E.III
A Fokker E.III (Eindecker) együléses, egyfedelű német vadászrepülőgép volt az első világháborúban. 1915 decemberében jelent meg a nyugati fronton. Az Osztrák–Magyar Monarchia és Törökország is rendelkezett ilyen típusú gépekkel.

## Előzmények
Az E.III a Fokker E.II gép továbbfejlesztése volt, de nagyobb, újratervezett szárnyakat kapott az előző típushoz képest, továbbá ugyanazt a 75 kW-os (100 LE) motort kapta meg, mint az E.II, de nagyobb üzemanyagtartállyal, ami lehetővé tette, hogy az E.III két és fél óráig is a levegőben maradjon egy felszállással, ez pedig egy órával több, mint amire az E.II volt képes.
Fegyverzete eredetileg egyetlen Spandau LMG 08 szinkronizált géppuska volt 500 db-os lőszerjavadalmazással, de a két géppuskával felszerelt Fokker E.IV megjelenése után néhány E.III-as is két fegyvert kapott.

## Története
Az E.III volt az első igazi vadászrepülőgép az első világháborúban és ez volt az első gép, amely elegendő darabszámban érkezett a fronton lévő csapatokhoz ahhoz, hogy külön egységeket alakítsanak ki belőlük Kampfeinsitzer Kommando (KEK) néven 1916 elején. A korábbi monoplán típusokat még egyesével osztották be az egységekhez és felderítő feladatuk volt. 1916. augusztus 10-én az első német Jagdstaffeln (azaz vadászrepülő század) is megalakult, többek között Fokker E.III gépekkel, amelyek ekkor már elavultnak számítottak és nem sokkal később modernebb típusokkal váltották fel őket. A török E.III-as gépek Beershebában Palesztinában állomásoztak, illetve Kut-al-Amara ostrománál szolgáltak Mezopotámiában.
A Fokker adatai szerint összesen 249 darab E.III készült, de a 49 E.II egyes példányait is átalakították később az E.III terveinek megfelelően, ha azok visszakerültek javításra a Fokker schwerini gyárába.

## Hadrendbe állító országok
Osztrák–Magyar Monarchia
- Császári és Királyi Légierő
- Császári és Királyi Haditengerészet

 Német Birodalom
- Luftstreitkräfte
- Kaiserliche Marine

 Oszmán Birodalom
- Az Oszmán Légierő 22 darab E.III géppel rendelkezett.

## Pilóták
- Max Immelmann